# Anarcs
Anarcs község Szabolcs-Szatmár-Bereg vármegyében, a Kisvárdai járásban.

## Fekvése
A vármegye, és egyben a Nyírség északkeleti részén fekszik, Kisvárda szomszédságában, a várostól 5 kilométerre dél-délkeletre. A környező más települések: Pap 9, Nyírlövő 14 kilométerre északkeletre, Lövőpetri 10 kilométerre keletre, Szabolcsbáka 5 kilométerre délkeletre, Gyulaháza 6 kilométerre délre és Ajak légvonalban alig 4 kilométerre (közúton azonban 12 kilométerre) nyugatra.

### Megközelítése
A Kisvárdát Vásárosnaménnyal összekötő 4108-as út mentén fekszik, ezen érhető el mindkét végponti város felől; Baktalórántháza térségével a 4105-ös út köti össze.
Vasútvonal nem érinti.

## Története
Anarcs és környéke az itt talált csiszolt kőkorszakból származó leletek tanúsága szerint ősidők óta lakott hely volt.
Az Árpád-korban, 1212-ben mint Zsurk körüli települést említette egy oklevél. 1270-ben Onorch írásmóddal említették oklevelek; ekkor az anarcsi Tegzes család birtoka volt, később a Báthory, majd a Nyáry családé. IV. László király idején Onorcs alakban írva említették oklevelek. A 15. században a Bacskay család, a század vége felé pedig a Várday család birtokolta. Később, a 19. század közepéig a Kutyori, a Czóbel és a Szerencsy család, a 20. század elején pedig Czóbel Istvánné született Mednyánszky Margit, Rézler György és Eisenberger Erzsébet volt a birtokosa.
A községben két kúria is állt; az egyiket Czóbel László építtette, a másikat pedig a Telekiek.
Az 1900-as évek elején Szabolcs vármegye Kisvárdai járásához tartozott.
1910-ben 1523 lakosa volt, ebből 1516 magyar. Felekezeti megoszlás szerint 817 református, 334 római katolikus és 268 görögkatolikus.

## Népesség
A település népességének változása:
| Lakosok száma | 1910 | 1889 | 1943 | 1921 | 1811 | 1835 | 1811 |
|               | 2013 | 2014 | 2015 | 2021 | 2022 | 2023 | 2024 |

2001-ben a település lakosságának 98%-a magyar, 2%-a cigány nemzetiségűnek vallotta magát.
A 2011-es népszámlálás során a lakosok 93,9%-a magyarnak, 4,1% cigánynak, 0,2% ukránnak mondta magát (6,1% nem nyilatkozott; a kettős identitások miatt a végösszeg nagyobb lehet 100%-nál). A vallási megoszlás a következő volt: római katolikus 22%, református 44,5%, görögkatolikus 18,9%, felekezeten kívüli 2,3% (11,6% nem válaszolt).
2022-ben a lakosság 91,8%-a vallotta magát magyarnak, 2,8% cigánynak, 0,4% ukránnak, 0,4% románnak, 0,2% németnek, 0,1-0,1% lengyelnek, örménynek, bolgárnak, szlováknak és szlovénnek, 1,7% egyéb, nem hazai nemzetiségűnek (8,5% nem nyilatkozott; a kettős identitások miatt a végösszeg nagyobb lehet 100%-nál). Vallásuk szerint 13,8% volt római katolikus, 37,4% református, 16,6% görög katolikus, 1% egyéb keresztény, 0,1% izraelita, 0,1% ortodox, 4,4% felekezeten kívüli (26,3% nem válaszolt).

## Nevezetességek
- Református temploma Árpád-kori, 1275-ben épült gótikus stílusban.
A templom sírboltjában nyugszik Czóbel Imre, Czóbel László, Czóbel Albert, báró Vécsey Leopoldina, Vay János és gróf Teleky Borbála.
- A római katolikus kápolnát 1792-ben gróf Teleky Borbála építtette.
- Czóbel Minka síremléke.
- Czóbel-kúria, klasszicista stílusú udvarház.
- Teleki-Rabovay-kúria
- Anarcsi hajfonatkorong: 1899-ben Czóbel Imre birtokán szőlő aláforgatási munkák közben három honfoglalás kori sírra bukkantak. Az egyikből - amely valószínűleg egy gazdag nő sírja lehetett - került elő az életfát ábrázoló aranyozott ezüst korong.

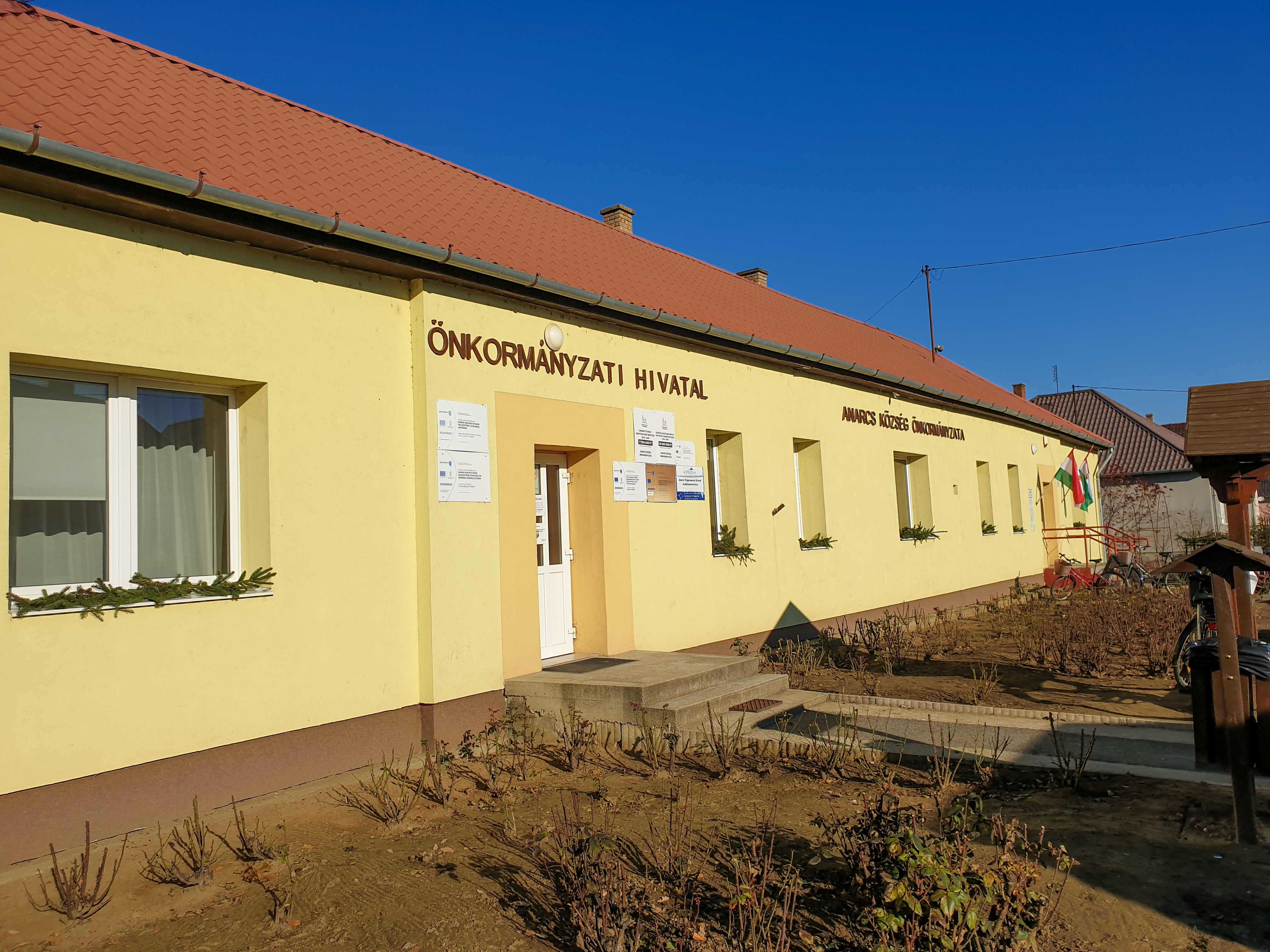
Önkormányzati hivatal
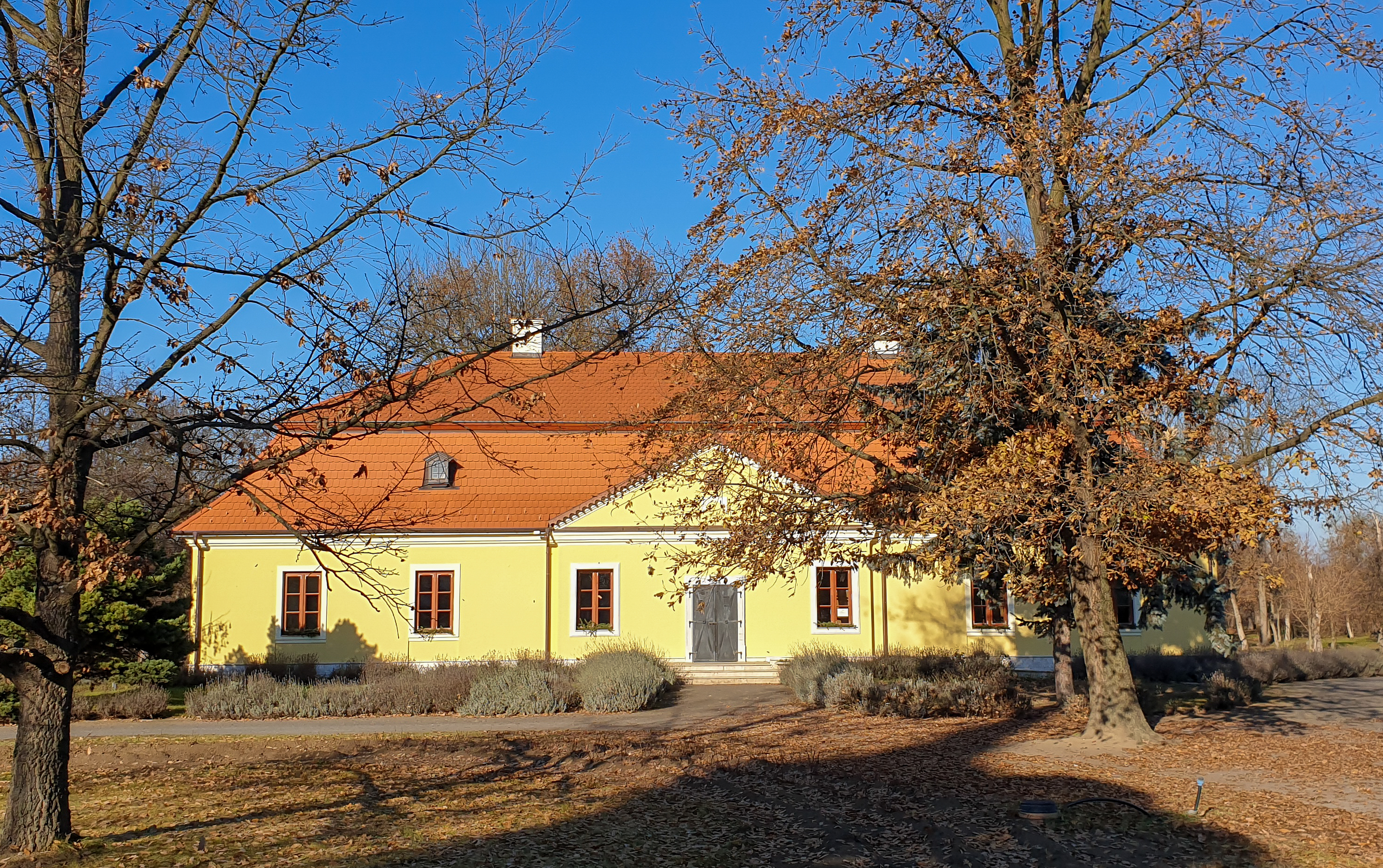
A Czóbel-kúria a Báró-kertben
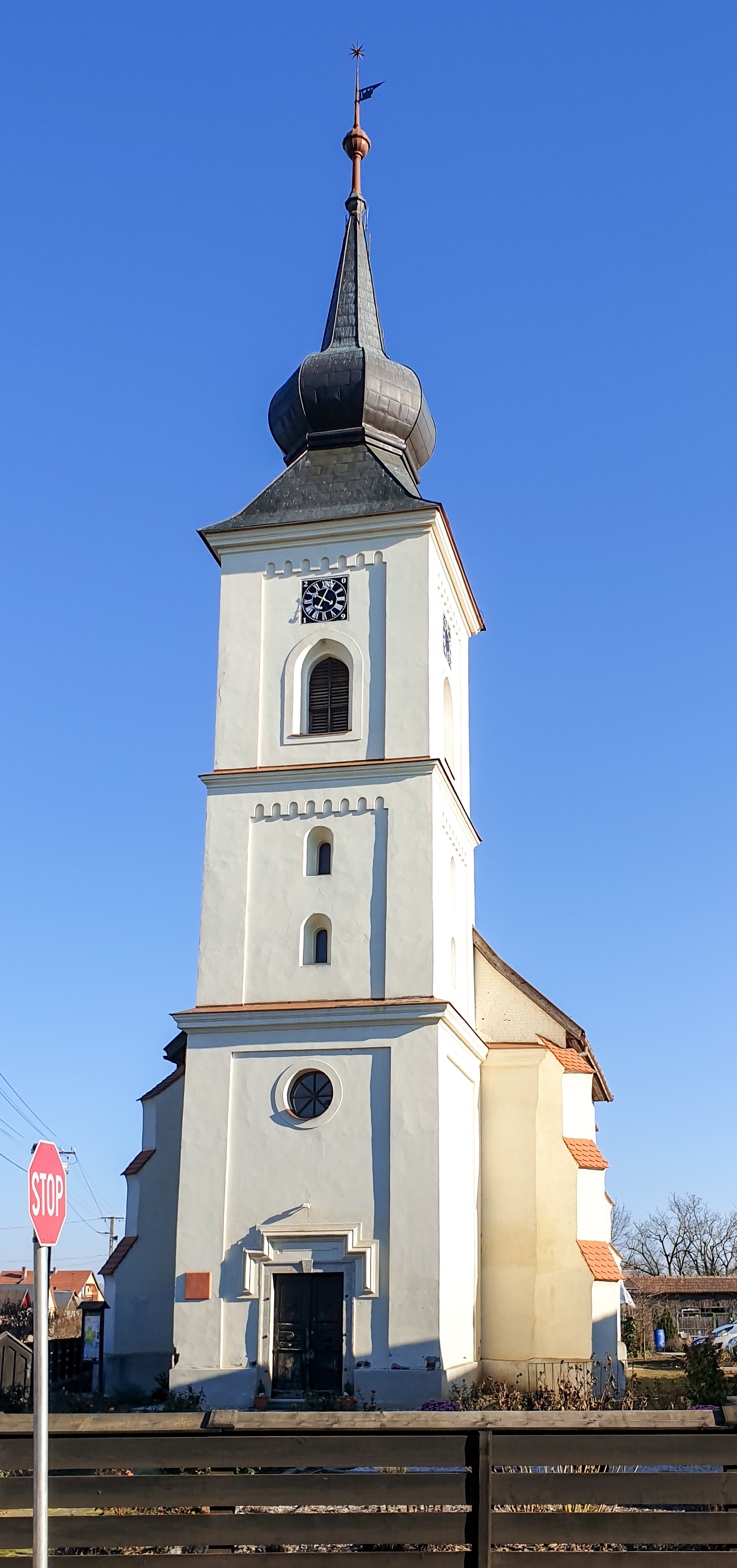
Református templom

## Nevezetes anarcsiak
- Czóbel Minka (1855–1947) költő, műfordító
- Kalinák József János, aki harminc éven át, 1990-től 2019-ig volt a település polgármestere
- Török Péter (1951–1987) válogatott labdarúgó
- Deák-Takács Szilvia, a Czóbel Minka Baráti Kör alapító tagja és kutatója, mesterpedagógus. Prózai írásai 2007 óta jelennek meg különböző antológiákban és folyóiratokban. Önálló kötete 2016-ban jelent meg Tintabogyó címmel. Kutatási területe a századforduló gótikus hatású irodalma.

## Közélete

### Polgármesterei
- 1990–1994: Kalinák József János (független)[6]
- 1994–1998: Kalinák József János (független)[7]
- 1998–2002: Kalinák József János (független)[8]
- 2002–2006: Kalinák József János (független)[9]
- 2006–2010: Kalinák József János (független)[10]
- 2010–2014: Kalinák József János (független)[11]
- 2014–2019: Kalinák József János (független)[12]
- 2019–2022: Kertész Zoltán (független)[13][14]
- 2022–2024: Kertész Zoltán (független)[15]
- 2024– : Kertész Zoltán (független)[1]

A településen 2022. június 26-án időközi polgármester-választást (és képviselő-testületi választást) kellett tartani, mert az előző képviselő-testület 2020. szeptember 30-án feloszlatta magát. Az emiatt szükségessé vált időközi választást eredetileg még 2020. december 13-ára írták ki, de a koronavírus-járvány okán elrendelt korlátozások miatt azt a választást már nem lehetett megtartani, és az azt követő másfél évben sem lehetett új választást kitűzni, a járványhelyzet feloldásáig. Az így megtartott időközin a hivatalban lévő polgármester is elindult, és meg is tarthatta pozícióját.

## Légi felvételek

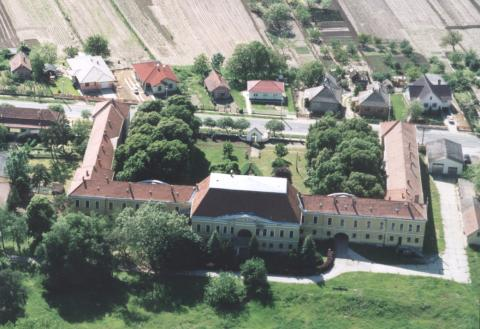
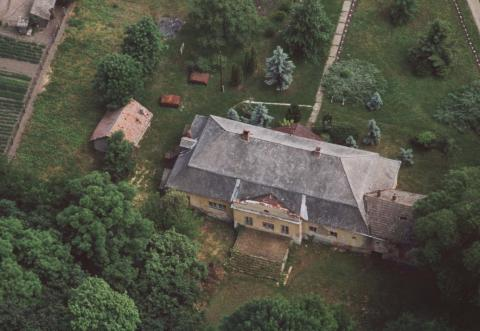
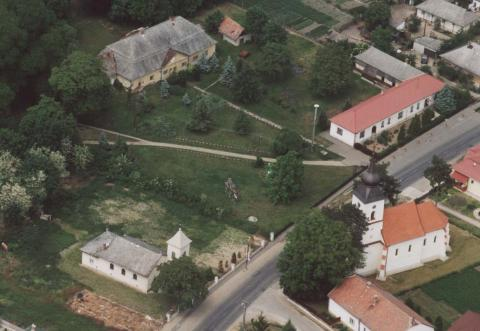